# Lepidopus calcar
Lepidopus calcar is een straalvinnige vissensoort uit de familie van haarstaarten (Trichiuridae). De wetenschappelijke naam van de soort is voor het eerst geldig gepubliceerd in 1982 door Parin & Mikhailin.